# Miłuki (Sorkwity)
Miłuki (deutsch Millucken) ist ein kleiner Ort in der polnischen Woiwodschaft Ermland-Masuren und gehört zur Landgemeinde Sorkwity (deutsch Sorquitten) im Powiat Mrągowski (Kreis Sensburg).

## Geographische Lage
Miłuki liegt am Westufer des Jezioro Lampackie (deutsch Sorquitter See, Lampatzki-See) in der südlichen Mitte der Woiwodschaft Ermland-Masuren, zwölf Kilometer südwestlich der Kreisstadt Mrągowo (deutsch Sensburg).

## Geschichte
Der Gutsort Millucken wurde um 1378 gegründet. 1785 wurde er als „ein adliges Dorf und Vorwerk mit 26 Feuerstellen“ erwähnt. Vor 1908 wurde der Gutsbezirk Millucken in den Amtsbezirk Sorquitten (polnisch Sorkwity) eingegliedert, der zum Kreis Sensburg im Regierungsbezirk Gumbinnen (ab 1905: Regierungsbezirk Allenstein) in der preußischen Provinz Ostpreußen gehörte.
Aufgrund der Bestimmungen des Versailler Vertrags stimmte die Bevölkerung im Abstimmungsgebiet Allenstein, zu dem Millucken gehörte, am 11. Juli 1920 über die weitere staatliche Zugehörigkeit zu Ostpreußen (und damit zu Deutschland) oder den Anschluss an Polen ab. In Millucken stimmten 40 Einwohner für den Verbleib bei Ostpreußen, auf Polen entfielen keine Stimmen.
Am 30. September 1928 verlor Millucken seine Eigenständigkeit und schloss sich mit den Gutsbezirken Groß Joachimowen, Klein Joachimowen und Sorquitten zur neuen Landgemeinde Sorquitten zusammen.
Als 1945 in Kriegsfolge das gesamte südliche Ostpreußen an Polen überstellt wurde, war auch Millucken davon betroffen. Es erhielt die polnische Namensform „Miłuki“ und ist heute eine Ortschaft im Verbund der Landgemeinde Sorkwity (Sorquitten) im Powiat Mrągowski (Kreis Sensburg), bis 1998 der Woiwodschaft Olsztyn, seither der Woiwodschaft Ermland-Masuren zugehörig.

### Einwohnerzahlen
| Jahr | Anzahl |
| ---- | ------ |
| 1818 | 62     |
| 1839 | 101    |
| 1871 | 67     |
| 1885 | 77     |
| 1898 | 89     |
| 1905 | 73     |
| 1910 | 64     |

## Kirche
Bis 1945 war Millucken in die evangelische Kirche Sorquitten in der Kirchenprovinz Ostpreußen der Kirche der Altpreußischen Union sowie bis 1894 in die katholische Kirche Bischofsburg (polnisch Biskupiec Reszelski), 1894 bis 1945 in die katholische Kirche Kobulten (polnisch Kobułty) im damaligen Bistum Ermland eingepfarrt.
Heute gehört Miłuki zur evangelischen Pfarrei Sorkwity in der Diözese Masuren der Evangelisch-Augsburgischen Kirche in Polen, außerdem zur katholischen Pfarrei Sorkwity im jetzigen Erzbistum Ermland in der polnischen katholischen Kirche.

## Verkehr
Miłuki liegt an einer Nebenstraße, die von der polnischen Landesstraße 16 (einstige deutsche Reichsstraße 127) bei Sorkwity in südlicher Richtung über Maradki (Maradtken) nach Rozogi (Rosoggen) führt. Ein Anschluss an den Bahnverkehr besteht nicht.